# Parafia Miłosierdzia Bożego w Ligocie
Parafia pod wezwaniem Miłosierdzia Bożego na Miliardowicach – parafia rzymskokatolicka znajdująca się w Ligocie-Miliardowicach. Należy do dekanatu Czechowice-Dziedzice w diecezji bielsko-żywieckiej.